# Ten'
Ten' (Тень) è un film del 1971 diretto da Nadežda Nikolaevna Koševerova.

## Trama
Il film racconta il confronto tra uno scienziato intelligente e gentile con la sua ombra.